# Sărnitsa
Sărnitsa (bulgariska: Сърница) är en ort och  ett distrikt i Bulgarien.   Den ligger i kommunen Obsjtina Sărnitsa och regionen Pazardzjik, i den sydvästra delen av landet, 120 km sydost om huvudstaden Sofia. Antalet invånare är 3 654.